# Herby (village)
Pour les articles homonymes, voir Herby.
Herby est un village polonais de la voïvodie de Silésie et du powiat de Lubliniec. Il est le siège de la gmina de Herby et comptait 2 421 habitants en 2008. 